# Chemins qui ne mènent nulle part
Chemins qui ne mènent nulle part  (en allemand : Holzwege ) est un ouvrage de philosophie de Martin Heidegger. Il s'agit d'un recueil contenant notamment les essais La Parole d'Anaximandre, L'Époque des conceptions du monde et L'Origine de l'œuvre d'art.